# ウィリアム・ランディガン
ウィリアム・ポール・ランディガン（William Paul Lundigan、1914年6月12日 - 1975年12月20日）は、アメリカ合衆国の映画俳優である。生涯に125本以上の映画に出演した。主な出演作品に、『無法者の群』（1939年）、『戦う第69歩兵連隊』（1940年）、『シー・ホーク』（1940年）、『カンサス騎兵隊』（1940年）、『ディスオナード・レディ』（1947年）、『ピンキー』（1949年）、『恋愛アパート』（1951年）、『テレグラフ・ヒルの家』（1951年）、『栄光の彼方に』（1951年）、『地獄の対決』（1953年）がある。

## 生涯

### 若年期
ランディガンはニューヨーク州シラキュースで1914年6月12日に生まれ、そこで育った。ランディガンは4人兄弟の長男だった。父マイケル・F・ランディガンは靴屋の店主だったが、同じビルには地元のラジオ局WFBLが入っていた。ランディガンはラジオに興味を持つようになり、16歳の時にはラジオで子役を演じ、ラジオドラマの製作を行った。
地元のノッティンガム高校を卒業した後、シラキュース大学で法律を学んだ。大学在学中はWFBLのアナウンサーの仕事をして学費を稼いでいた。大学卒業後に司法試験に合格したが、その後、ランディガンの進路を変える出来事が起きた。ユニバーサル・ピクチャーズの製作主任チャールズ・ロジャースがラジオでランディガンの声を聞き、俳優として起用したいと考えた。ロジャースはランディガンと面談し、スクリーンテストを経て1937年に映画製作の契約を結んだ。

### ユニバーサル
ランディガンは1937年の"Armored Car"で映画に初出演した。当初の芸名はラリー・パーカー(Larry Parker)だったが、2作目の"West Bound Limited"（1937年）から本名のウィリアム・ランディガンを名乗るようになった。3作目の"The Lady Fights Back"（1937年）では主演の2人に次ぐ役を演じ、4作目の"That's My Story"では主演男優となった。"The Black Doll"（1938年）と"Reckless Living"（1938）では出演者リストの下の方の役になったものの"State Police"（1938年）では再び主演男優となった。ジェイムズ・ホエール監督の"Wives Under Suspicion"（1938年）、"Danger on the Air"（1938年）、"The Missing Guest"（1938年）、"Freshman Year"（1938年）では助演男優となった。
『庭の千草』（1939年）では主要キャラクターの一人を演じた。ワーナー・ブラザースの『無法者の群』（1939年）にも出演した。"They Asked for It"（1939年）では主演となり、"The Forgotten Woman"（1939年）では主演のシグリッド・ギュリーの相手役を務めた。"Legion of Lost Flyers"（1939年）への助演を最後にユニバーサルを退社した。

### ワーナー・ブラザース
同年、ランディガンはワーナー・ブラザースと契約を結び、"The Old Maid"（1939年）、『戦う第69歩兵連隊』（1940年）、"3 Cheers for the Irish"（1940年）、"The Man Who Talked Too Much"（1940年）、"Young America Flies"（1940年、短編映画）、『シー・ホーク』（1940年）、"Service with the Colors"（1940年、短編映画）、"East of the River"（1940年）、『カンサス騎兵隊』（1940年）に出演した。ランディガンは後にこの時期について、「私はいつもオリヴィア・デ・ハヴィランドの弱い弟役でした。そう、型にはめられて、次から次にやっつけ仕事の映画を作りました」と語った。
その後、ワーナーはランディガンを"The Case of the Black Parrot"（1941年）や"A Shot in the Dark"（1941年）のようなB級映画の主演に起用した。"The Great Mr. Nobody"（1941年）、"Highway West"（1941年）、"International Squadron"（1941年）では助演を務めた。
その他、リパブリック・ピクチャーズの"Sailors on Leave"（1941年）に主演した。

### MGM
ランディガンはMGMに移籍した。MGMでは"The Bugle Sounds"（1942年）、"The Courtship of Andy Hardy"（1942年）に助演した。B級映画"Sunday Punch"（1942年）に主演し、『アパッチ街道』（1942年）と『北西警備隊』（1942年）では2番目の役を演じた。
アンディ・ハーディシリーズの2作（"The Courtship of Andy Hardy"（1942年）、"Andy Hardy's Double Life"（1942年））でジェフ・ウィリス役を演じ、"Dr. Gillespie's Criminal Case"（1943年）、"Salute to the Marines"（1943年）で助演した。リパブリックからの依頼により、"Headin' for God's Country"（1943年）に主演した。

### 第二次世界大戦
第二次世界大戦中に海兵隊に入隊し、従軍カメラマンとしてペリリューの戦いと沖縄戦に従軍した。沖縄戦で負傷した。伍長まで昇進し、終戦後に除隊した。

### フリーランス

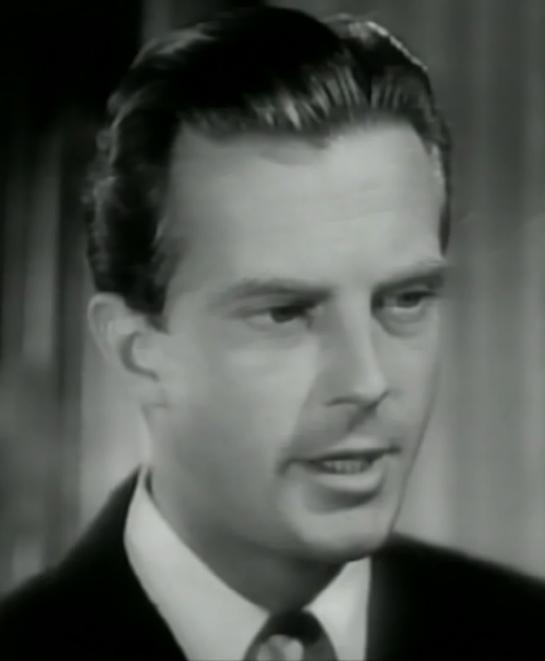
『トミー&ジミー・ドーシー物語』（1947年）にて

海兵隊を除隊したランディガンは、フリーランスとしてハリウッドに復帰し、独立系映画の『トミー&ジミー・ドーシー物語』（1947年）、『ディスオナード・レディ』（1947年）に助演した。また、リパブリックの"The Inside Story"（1948年）で助演、"Mystery in Mexico"（1948年）、"State Department: File 649"（1949年）、『静かについて来い』（1949年）で主演した。舞台にも挑戦し、"What Price Glory?"でジョン・フォードの相手役を務めた。

### 20世紀フォックス
ランディガンは、当初ジョン・フォードが監督を務めていた20世紀フォックスの映画『ピンキー』（1949年）の主演ジーン・クレインの相手役のオーディションに応募して合格した。この映画は大ヒットし、ランディガンは20世紀フォックスと長期の契約を結んだ。20世紀フォックスでは、"Mother Didn't Tell Me"（1950年、ドロシー・マクガイアと共演）、"I'll Get By"（1950年、ジューン・ヘイヴァーと共演）、『恋愛アパート』（1951年、ヘイヴァーと共演）、 『栄光の彼方に』（1951年、スーザン・ヘイワードと共演）で主演した。
『テレグラフ・ヒルの家』（1951年）と"Elopement"（1951年）にも出演し、"Down Among the Sheltering Palms"（1952年）と"Serpent of the Nile"（1953年）で主演男優となった。「ニューヨーク・タイムズ」紙はランディガンを「隣に住む少女の相手役になる男性」と呼んだ。『地獄の対決』（1953年）にも出演した。

### テレビ

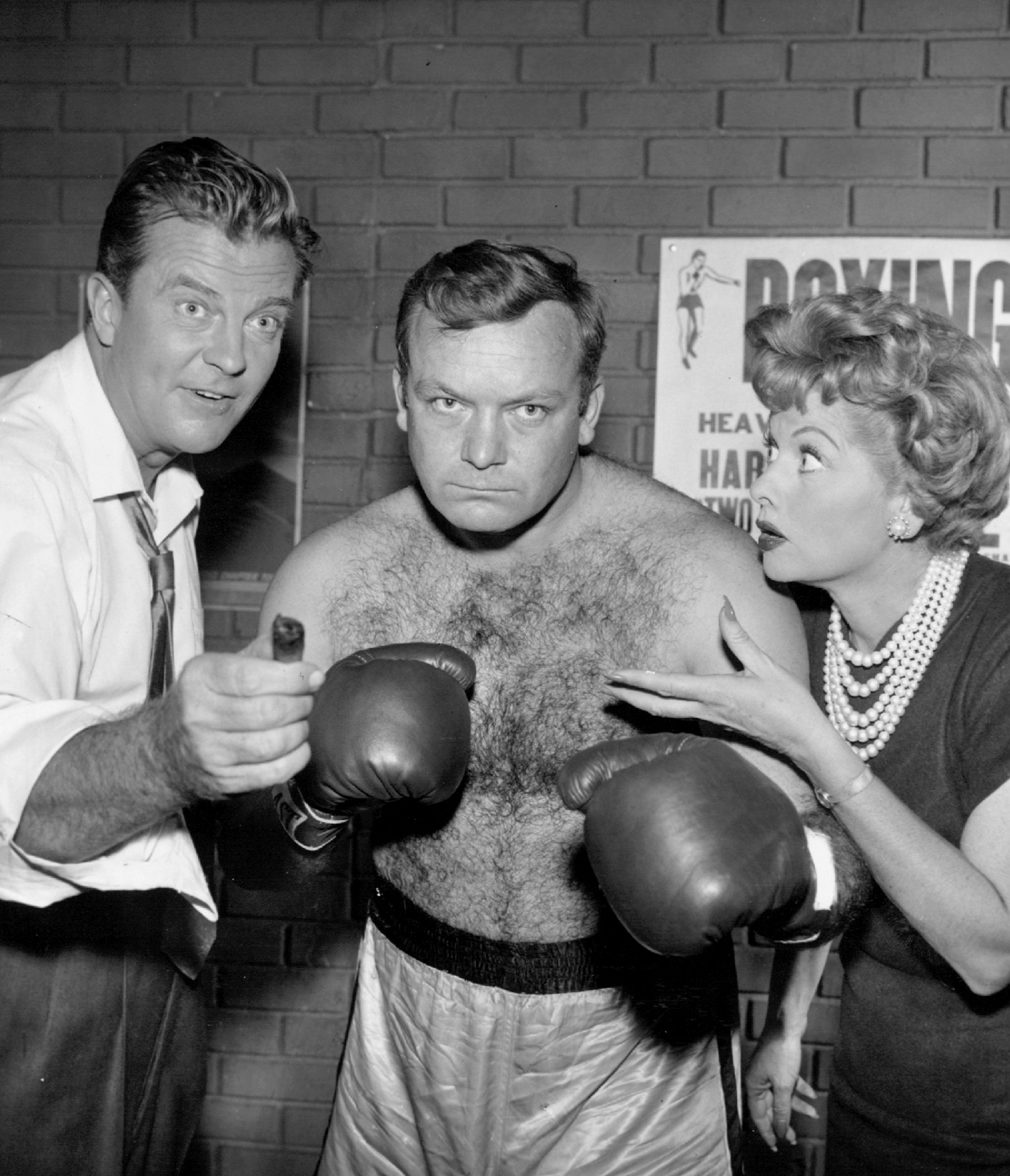
"Desilu Playhouse"のエピソード"K.O. Kitty"（1958年）にて。左からランディガン、アルド・レイ、ルシル・ボール

ランディガンは"Lux Video Theatre"、"Schlitz Playhouse of Stars"、"General Electric Theater"、"Ford Theatre"、"The Star and the Story"などのテレビ番組にも出演し、"Climax!"や"Shower of Stars"では司会を務めた。
1950年代後半には、『宇宙への挑戦』（1954年）、『無人ヨットの怪』（1954年）、レジナルド・ル・ボーグ監督の"The White Orchid"（1954年）などの低予算映画に主演したほか、"Science Fiction Theatre"、"Playhouse 90"、"Westinghouse Desilu Playhouse"などのテレビドラマにゲスト出演しつつ、時々自動車の販売で全米を旅した。
1959年9月30日から1960年9月7日まで、CBSのテレビドラマ『宇宙探検』でエドワード・マコーリー大佐を演じた。1961年には、"Death Valley Days"のエピソード"Dangerous Crossing"にゲスト出演した。
SF映画"The Underwater City"（1962年）で主演し、テレビドラマ"The Dick Powell Theatre"、"Run for Your Life"、"Medical Center"、"Marcus Welby, M.D."にゲスト出演した。1967年の『大西部への道』が最後の映画出演となった。

## 政治
1964年アメリカ合衆国大統領選挙にて、ランディガンはウォルター・ブレナン、チル・ウィルス、エフレム・ジンバリスト・ジュニアとともに、共和党候補のバリー・ゴールドウォーターの選挙戦に参加した。ゴールドウォーターは現職のリンドン・ジョンソンに敗北した。
ランディガンはロサンゼルス市議会議員選挙に無所属で出馬したが、落選した。

## 私生活
ランディガンは1945年にレナ・モーガン(Rena Morgan)と結婚した。レナとの間には、娘のアナスタシアがいる。
1975年12月20日、心不全のためカリフォルニア州ドゥアーテのシティ・オブ・ホープ・メディカル・センターにて死去した。61歳だった。

## 出演作品
| 公開年    | 邦題 原題                                                      | 役名                            | 備考                               |
| --------- | -------------------------------------------------------------- | ------------------------------- | ---------------------------------- |
| 1937      | Armored Car                                                    | Henry Hutchins                  |                                    |
| 1937      | West Bound Limited                                             | Dispatcher                      |                                    |
| 1937      | The Lady Fights Back                                           | Doug McKenzie                   |                                    |
| 1937      | That's My Story                                                | Howard Field                    |                                    |
| 1937      | A Girl with Ideas                                              | Herman                          | クレジットなし                     |
| 1937      | Prescription for Romance                                       | Officer                         | クレジットなし                     |
| 1938      | The Jury's Secret                                              | Announcer                       | クレジットなし                     |
| 1938      | The Black Doll                                                 | Rex Leland                      |                                    |
| 1938      | Reckless Living                                                | Stanley Shaw                    |                                    |
| 1938      | The Crime of Doctor Hallet                                     | Party Guest                     | クレジットなし                     |
| 1938      | State Police                                                   | Pvt. Smith / Bill Clarke        |                                    |
| 1938      | Sinners in Paradise                                            | Radio Announcer                 | 声のみの出演。クレジットなし       |
| 1938      | Wives Under Suspicion                                          | Phil                            |                                    |
| 1938      | Danger on the Air                                              | Dave Chapman                    |                                    |
| 1938      | Letter of Introduction                                         | Minor Role                      | クレジットなし                     |
| 1938      | The Missing Guest                                              | Larry Dearden                   |                                    |
| 1938      | Freshman Year                                                  | Bob Potter                      |                                    |
| 1939      | 庭の千草 Three Smart Girls Grow Up                             | Richard Watkins                 |                                    |
| 1939      | 無法者の群 Dodge City                                          | Lee Irving                      |                                    |
| 1939      | They Asked for It                                              | Steve Lewis                     |                                    |
| 1939      | The Forgotten Woman                                            | Terence Kennedy                 |                                    |
| 1939      | The Old Maid                                                   | Lanning Halsey                  |                                    |
| 1939      | Legion of Lost Flyers                                          | Ralph Perry                     |                                    |
| 1940      | 戦う第69歩兵連隊 The Fighting 69th                             | Timmy Wynn                      |                                    |
| 1940      | Three Cheers for the Irish                                     | Michael Flaherty                |                                    |
| 1940      | The Man Who Talked Too Much                                    | John L. Forbes                  |                                    |
| 1940      | Young America Flies                                            | Bill Brown                      | 短編映画                           |
| 1940      | シー・ホーク The Sea Hawk                                      | Danny Logan                     |                                    |
| 1940      | Service with the Colors                                        | Thomas Stanton                  | 短編映画                           |
| 1940      | East of the River                                              | Nicholas Antonio 'Nick' Lorenzo |                                    |
| 1940      | カンサス騎兵隊 Santa Fe Trail                                  | Bob Holliday                    |                                    |
| 1941      | The Case of the Black Parrot                                   | Jim Moore                       |                                    |
| 1941      | The Great Mr. Nobody                                           | Richard Amesworth               |                                    |
| 1941      | A Shot in the Dark                                             | Peter Kennedy                   |                                    |
| 1941      | Highway West                                                   | Dave Warren                     |                                    |
| 1941      | International Squadron                                         | Lt. Rog Wilkins                 |                                    |
| 1941      | Sailors on Leave                                               | Chuck Stephens                  |                                    |
| 1942      | The Bugle Sounds                                               | Joe 'Joey' Hanson               |                                    |
| 1942      | The Courtship of Andy Hardy                                    | Jeff Willis                     |                                    |
| 1942      | Sunday Punch                                                   | Ken Burke                       |                                    |
| 1942      | アパッチ街道 Apache Trail                                      | Tom Folliard                    |                                    |
| 1942      | 北西警備隊 Northwest Rangers                                   | James Kevin Gardiner            |                                    |
| 1942      | Andy Hardy's Double Life                                       | Jeff Willis                     |                                    |
| 1943      | Dr. Gillespie's Criminal Case                                  | Alvin F. Peterson               |                                    |
| 1943      | Salute to the Marines                                          | Rufus Cleveland                 |                                    |
| 1943      | Headin' for God's Country                                      | Michael Banyan                  |                                    |
| 1947      | トミー&ジミー・ドーシー物語 The Fabulous Dorseys               | Bob Burton                      |                                    |
| 1947      | ディスオナード・レディ Dishonored Lady                         | Jack Garet                      |                                    |
| 1948      | The Inside Story                                               | Waldo 'Bill' Williams           |                                    |
| 1948      | Mystery in Mexico                                              | Steve Hastings                  |                                    |
| 1949      | State Department: File 649                                     | Ken Seely                       |                                    |
| 1949      | 静かについて来い Follow Me Quietly                             | Police Lt. Harry Grant          |                                    |
| 1949      | ピンキー Pinky                                                 | Dr. Thomas Adams                |                                    |
| 1950      | Mother Didn't Tell Me                                          | Dr. William Wright              |                                    |
| 1950      | I'll Get By                                                    | William Spencer                 |                                    |
| 1951      | 栄光の彼方に I'd Climb the Highest Mountain                    | Rev. William Asbury Thompson    |                                    |
| 1951      | テレグラフ・ヒルの家 The House on Telegraph Hill               | Major Marc Bennett              |                                    |
| 1951      | 恋愛アパート Love Nest                                         | Jim Scott                       |                                    |
| 1951      | Elopement                                                      | Matt Reagan                     |                                    |
| 1951      | Screen Guild Players ("Apartment for Peggy")                   |                                 | ラジオ番組                         |
| 1952      | Stars in the Air ("Deep Waters")                               |                                 | ラジオ番組                         |
| 1953      | Down Among the Sheltering Palms                                | Capt. W.W. 'Bill' Willoby       |                                    |
| 1953      | Serpent of the Nile                                            | Lucilius                        |                                    |
| 1953      | Lux Video Theatre                                              | Jim                             | テレビドラマ                       |
| 1953      | 地獄の対決 Inferno                                             | Joseph Duncan                   |                                    |
| 1953–1954 | Ford Television Theatre                                        | Nels Wolcott / Bart Sayer       | テレビドラマ                       |
| 1954      | 宇宙への挑戦 Riders to the Stars                               | Dr. Richard Stanton             |                                    |
| 1954      | シュリッツ・プレイハウス Schlitz Playhouse of Stars            | Jack Fuller                     | テレビドラマ                       |
| 1954      | ジェネラル・エレクトリック・シアター General Electric Theater  | Charlie                         | テレビドラマ                       |
| 1954      | 無人ヨットの怪 Dangerous Voyage                                | Peter Duncan                    |                                    |
| 1954      | Shower of Stars                                                | 司会                            | テレビ番組                         |
| 1954      | The White Orchid                                               | Robert Burton                   |                                    |
| 1954–1958 | Climax!                                                        | 本人（司会）                    | テレビ番組                         |
| 1955      | ジェーン・ワイマンの炉端劇場 Fireside Theatre                  | Sam Weston                      | テレビドラマ                       |
| 1955      | The Star and the Story                                         | Edward Mansell                  | テレビドラマ                       |
| 1955      | 空想科学劇場 Science Fiction Theatre                           | Maj. Fred Gunderman             | テレビドラマ                       |
| 1958      | プレイハウス90 Playhouse 90                                    | Ben Gammon                      | テレビドラマ                       |
| 1958      | ウェスティングハウス・デシル劇場 Westinghouse Desilu Playhouse | David Pierce                    | テレビドラマ                       |
| 1959–1960 | 宇宙探検 Men into Space                                        | Col. Edward McCauley            | テレビドラマ                       |
| 1961      | Death Valley Days                                              | Nathaniel Norgate               | テレビドラマ                       |
| 1962      | 海底城 The Underwater City                                     | Bob Gage                        |                                    |
| 1963      | ディック・パウエル・シアター The Dick Powell Theatre           | Frank Jeffers                   | テレビドラマ                       |
| 1966      | ポール・ブライアン Run for Your Life                           | David Phillips                  | テレビドラマ。別邦題『明日なき男』 |
| 1967      | 大西部への道 The Way West                                      | Michael Moynihan                |                                    |
| 1968      | Where Angels Go, Trouble Follows                               | Mr. Clancy                      | クレジットなし                     |
| 1971      | 外科医ギャノン Medical Center                                  | Willoughby                      | テレビドラマ                       |
| 1971      | ドクター・ウェルビー Marcus Welby, M.D.                        | Jack Crowley                    | テレビドラマ                       |